# یوزف مایر (قایقران روئینگ)
یوزف مایر (آلمانی: Joseph Meyer) قایقران روئینگ اهل سوئیس بود. از افتخارات وی میتوان به کسب مدال نقره در بازی‌های المپیک تابستانی ۱۹۲۸ اشاره کرد.